# BeleniX

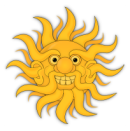
Logo BeleniX

BeleniX – oparta na jądrze OpenSolaris dystrybucja systemu operacyjnego na licencji CDDL.
BeleniX jest dostępny w formie płyty rozruchowej typu LiveCD.